# Lepeophtheirus rotundatus
Lepeophtheirus rotundatus is een eenoogkreeftjessoort uit de familie van de Caligidae. De wetenschappelijke naam van de soort is voor het eerst geldig gepubliceerd in 1932 door Brian.